# جاي سميث (لاعب كرة قدم بريطاني)
جاي سميث (بالإنجليزية: Jay Smith)‏ (29 ديسمبر 1981 في المملكة المتحدة - ) هو لاعب كرة قدم بريطاني في مركز الدفاع. لعب مع نادي برينتفورد ونادي فارنبوروه وهافانت أند ووترلوفيل وغرايز أتلاتيك ‏.

## وصلات خارجية
- جاي سميث على موقع قاعدة بيانات كرة القدم.إي يو (الإنجليزية)
- جاي سميث على موقع Soccerbase.com (لاعب) (الإنجليزية)